# Энергомаш (футбольный клуб)
«Энергомаш» — российский профессиональный футбольный клуб из города Белгорода. Основан в 2014 году. В сезоне 2014 года выступал в Первенстве России среди команд третьего дивизиона в зоне «Черноземье». В сезонах 2015/16 и 2017/18 клуб занимал второе место в первенстве ПФЛ. Клуб расформирован 18 июня 2018 года.

## История
Футбольный клуб «Энергомаш» был основан в 2014 году после расформирования белгородского «Салюта» для представления региона в футболе. Финансируется заводом ООО «Белэнергомаш – БЗЭМ», специализирующийся на производстве труб, трубопроводов и строительных металлоконструкций.
В августе 2014 года клуб выиграл свой первый трофей — Кубок МОА «Черноземье», по сумме двух матчей (1:0 и 5:0) был обыгран «Химик» Россошь. В дальнейшем «Энергомаш» сделал золотой дубль, став победителем первенства МОА «Черноземье». 26 мая 2015 года прошёл лицензирование РФС на сезон 2015/16 для участия в первенстве ПФЛ. 2 октября 2015 года главным тренером клуба стал Виктор Навоченко.
В июне 2018 года в СМИ появилась информация о предстоящем расформировании клуба и замене его на команду с названием «Салют».
18 июня 2018 года в официальной группе клуба ВКонтакте было сообщено о расформировании клуба.
Любительский уровень:
Самая крупная победа: против «Юг-Спорт» Сочи — 9:0 (27 марта 2015 года).
Самое крупное поражение: против «Носта» Новотроицк — 2:4 (23 марта 2015 года).
Профессиональный уровень:
Самая крупная победа: против «Арсенал-2» Тула — 6:0 (14 августа 2016 года),
Самое крупное поражение: против «Витязь» Подольск — 1:4 (21 мая 2017 года).

## Достижения
- Чемпион (1): Кубок МОА «Черноземье» (2014)
- Чемпион (1) : Первенство МОА «Черноземье» (2014)
- Серебряный призёр (1): Финальный турнир ЛФЛ (2014)
- Серебряный призёр (2) : ПФЛ, зона «Центр» (2015/2016, 2017/2018)

## В чемпионатах России
| Год       | Соревнование           | Место | В  | Н | П | Голы  | Очки | Кубок |
| --------- | ---------------------- | ----- | -- | - | - | ----- | ---- | ----- |
| 2014      | ЛФЛ, зона «Черноземье» | 1     | 21 | 2 | 3 | 72-19 | 65   | -     |
| 2014      | ЛФЛ, финальный турнир  | 2     | 2  | 2 | 0 | 13-9  | 8    | -     |
| 2015/2016 | Второй дивизион        | 2     | 13 | 7 | 6 | 28-16 | 46   | 1/256 |
| 2016/2017 | Второй дивизион        | 4     | 12 | 5 | 7 | 47-24 | 41   | 1/16  |
| 2017/2018 | Второй дивизион        | 2     | 16 | 7 | 3 | 45-20 | 55   | 1/32  |